# Katrin Saks
Katrin Saks (ur. 29 listopada 1956 w Tallinnie) – estońska polityk, dziennikarka, była minister w rządzie Marta Laara i eurodeputowana VI (2004–2009) oraz VII (2014) kadencji, wiceprzewodnicząca Partii Socjaldemokratycznej.

## Życiorys
Ukończyła w 1981 studia dziennikarskie na Uniwersytecie w Tartu. Kształciła się następnie w zakresie stosunków międzynarodowych i dyplomacji.
Od 1977 do 1997 była dziennikarką publicznej telewizji Eesti Televisioon, od 1993 zajmowała stanowisko dyrektora programowego. Po odejściu z mediów została menedżerem Fundacji "Otwarta Estonia" (Avatud Eesti). W 1998 wstąpiła do Partii Umiarkowanych (przemianowanej w 2003 na Partię Socjaldemokratyczną). Od 1999 do 2002 zasiadała w gabinecie Marta Laara jako minister bez teki.
W 2003 z ramienia socjaldemokratów została wybrana w skład Zgromadzenia Państwowego X kadencji.
W 2006 objęła mandat deputowanej do Parlamentu Europejskiego, z którego zrezygnował Toomas Hendrik Ilves. Zasiadała w grupie Partii Europejskich Socjalistów oraz w Komisji Spraw Zagranicznych. W 2009 bez powodzenia ubiegała się o reelekcję, mandat objęła jednak w 2014 (w miejsce Ivariego Padara) na kilka miesięcy przed końcem kadencji, zasiadając we frakcji Postępowego Sojuszu Socjalistów i Demokratów.

## Odznaczenia
- Order Gwiazdy Białej IV klasy (2004)[2]
- Medal Rady Bałtyckiej (2005)[3]